# Yaginumaella
Yaginumaella là một chi nhện trong họ Salticidae. Được mô tả lần đầu tiên bởi Jerzy Prószyński vào năm 1979.

## Các loài
Các loài trong chi này gồm:
- Yaginumaella badongensis Song & Chai, 1992
- Yaginumaella bhutanica Żabka, 1981
- Yaginumaella bilaguncula Xie & Peng, 1995
- Yaginumaella bulbosa Peng, Tang & Li, 2008
- Yaginumaella cambridgei Żabka, 1981
- Yaginumaella falcata Zhu et al., 2005
- Yaginumaella flexa Song & Chai, 1992
- Yaginumaella gogonaica Żabka, 1981
- Yaginumaella helvetorum Żabka, 1981
- Yaginumaella hybrida Żabka, 1981
- Yaginumaella hyogoensis Bohdanowicz & Prószyński, 1987
- Yaginumaella incognita Żabka, 1981
- Yaginumaella intermedia Żabka, 1981
- Yaginumaella lobata Peng, Tso & Li, 2002
- Yaginumaella longnanensis Yang, Tang & Kim, 1997
- Yaginumaella lushiensis Zhang & Zhu, 2007
- Yaginumaella medvedevi Prószyński, 1979
- Yaginumaella montana Żabka, 1981
- Yaginumaella nanyuensis Xie & Peng, 1995
- Yaginumaella nepalica Żabka, 1980
- Yaginumaella nobilis Żabka, 1981
- Yaginumaella nova Żabka, 1981
- Yaginumaella orientalis Żabka, 1981
- Yaginumaella originalis Żabka, 1981
- Yaginumaella pilosa Żabka, 1981
- Yaginumaella senchalensis Prószyński, 1992
- Yaginumaella silvatica Żabka, 1981
- Yaginumaella simoni Żabka, 1981
- Yaginumaella stemmleri Żabka, 1981
- Yaginumaella strandi Żabka, 1981
- Yaginumaella striatipes (Grube, 1861)
- Yaginumaella supina Żabka, 1981
- Yaginumaella tenella Żabka, 1981
- Yaginumaella tenzingi Żabka, 1980
- Yaginumaella thakkholaica Żabka, 1980
- Yaginumaella thimphuica Żabka, 1981
- Yaginumaella urbanii Żabka, 1981
- Yaginumaella variformis Song & Chai, 1992
- Yaginumaella versicolor Żabka, 1981
- Yaginumaella wangdica Żabka, 1981
- Yaginumaella wuermli Żabka, 1981